# Aderpas fuscomaculatus
Aderpas fuscomaculatus là một loài bọ cánh cứng trong họ Cerambycidae.